# الناجي (رواية)
الناجي، (بالإنجليزية: The Survivor)‏، هي رواية للكاتب الأسترالي توماس كينيلي، نشرت عام 1969 لأول مرة عن دار نشر أنغوس آند روبرتسون في أستراليا.